# Souleymane Camara (football, 1944)
Pour les articles homonymes, voir Camara et Souleymane Camara.
Souleymane Camara, surnommé « Gaucher », né le 29 mai 1944 à Dakar (Sénégal), est un footballeur international sénégalais, devenu entraîneur.

## Biographie

### Carrière de joueur
Souleymane Camara naît à Dakar dans le quartier de Rebeuss, en 1944. Fils d'un militaire, membre d'une famille de six enfants, il est le beau-frère d'Alioune Badara Mbengue, ministre sénégalais.
Formé au Tropical de Dakar, Souleymane Camara se fait connaître aux Espoirs de Dakar, l'ancêtre du Jaraaf. Il connaît sa première sélection en équipe nationale à l'âge de 20 ans. En 1965 il participe aux éliminatoires de la Coupe d'Afrique des nations.
Après avoir fait ses preuves au niveau national, il devient l'un des premiers Sénégalais à réaliser une carrière professionnelle en France. Découvert à Orléans par Pierre Flamion, entraîneur de Chaumont, il a ensuite joué milieu offensif ou attaquant au Stade de Reims, où il côtoie Raymond Kopa et contribue à l'accession en première division, à l'US Dunkerque avec le jeune Bruno Metsu, et au Stade lavallois.
Au Stade lavallois, dirigé par Michel Le Milinaire, il enchante Le-Basser grâce à la pureté de son jeu, et participe à la montée du club en D1 en 1976, aux côtés du maître à jouer Raymond Keruzoré et de l'ailier Bernard Blanchet. En 2004 il déclarera que l'annonce de la décision de la montée en D1 par le président Bisson fut son plus grand souvenir de joueur.
Placé sur le banc lors d'un match à Angers, il demande à être libéré de son contrat en septembre 1978, et signe peu après au Stade de Reims. Il fait partie des sept joueurs licenciés début janvier 1979 afin de sauver le club, confronté à d'importantes difficultés financières,. Il termine sa carrière à Montceau-les-Mines en D3, où il s'occupe également de l'entraînement des jeunes.

### Carrière d'entraîneur
Après sa carrière de footballeur, il suit une formation d'entraîneur à Vichy, obtient le BEES 2e degré spécifique en août 1980, et il fait son retour au Sénégal, en 1980.
En 1981 il devient entraîneur de l'équipe nationale avec l'Allemand Otto Pfister,. Il la dirigera seul de 1982 à 1983. En 1983 il remporte la Coupe Amílcar Cabral à Nouakchott, en Mauritanie.
Il entraîne ensuite plusieurs clubs sénégalais comme le Jaraaf, le Casa Sports ou l'US Rail.
En 1990 et 1992, il est l'adjoint de Claude Le Roy, ancien coéquipier à Laval devenu sélectionneur de l'équipe du Sénégal, pour la Coupe d'Afrique des nations.
En 1998 il atteint la finale de la Coupe de la CAF avec la Jeanne d'Arc de Dakar, emmenée par Pape Malick Diop, futur capitaine de l'équipe du Sénégal. De retour à la JA de Dakar en 2003, il emmène son équipe en demi-finale de la Ligue des champions de la CAF en 2004.
En 2006 il entraîne l'équipe du Sénégal des moins de 17 ans, qui échoue dans les qualifications pour la CAN 2007. En mai 2007, il est nommé entraîneur de l'équipe nationale espoirs, qu'il ne parviendra pas à qualifier pour les JO 2008. En décembre 2007 il termine troisième de la Coupe Amílcar Cabral avec les Lionceaux.

## Carrière

### Joueur
- avant 1966 : Arago sport orléanais  France
- 1966-1969 : ECAC Chaumont  France (Division 2)
- 1969-1970 : Stade de Reims  France (Division 2)
- 1970-1975 : USL Dunkerque  France  (Division 2)
- 1975-1978 : Stade lavallois  France (Division 1)
- 1978-1979 : Stade de Reims  France (Division 1)
- 1979-1980 : Entente de Montceau-les-Mines  France

### Entraîneur
- 1980 : Seib Diourbel  Sénégal
- Sidec  Sénégal
- Casa Sport  Sénégal
- Jaraaf  Sénégal
- Espoirs de Bignona  Sénégal
- Jaraaf  Sénégal
- 1998-2000 puis 2003-2004 : Jeanne d'Arc de Dakar  Sénégal
- Le Mans UC  France (encadrement des jeunes)
- 2001-2003 : US Rail  Sénégal